# Benicia (Kalifornija)
Benicia je grad u američkoj saveznoj državi Kalifornija. Prema popisu stanovništva iz 2010. u njemu je živjelo 26,997 stanovnika.